# Relaciones Botsuana-Venezuela
Las relaciones Botsuana-Venezuela se refieren a las relaciones internacionales que existen entre Botsuana y Venezuela.

## Historia
Durante la primera presidencia de Carlos Andrés Pérez, Venezuela fue electa como miembro no permanente del Consejo de Seguridad de las Naciones Unidas para el periodo 1977-1978. El representante del país ante la ONU, Simón Alberto Consalvi, apoyó la denuncia de Botsuana contra el régimen Rodesia del Sur y Sudáfrica en dicho órgano.

## Misiones diplomáticas
- Venezuela cuenta con una embajada concurrente en Windhoek, Namibia.[2]